# Пам'ятки культурної спадщини Бучацької громади
У статті наведений перелік об'єктів культурної спадщини Бучацької громади Чортківського району Тернопільської области України.

## Пам'ятки археології
| №  | Назва                           | Дата | Адреса | Охоронний номер | Документ про взяття на облік                                                                                    |
| -- | ------------------------------- | --- | --- | --------------- | --- |
| 1  | Поселення Підзамочок І          | трипільська культура (IV-кінець ІІІ тис. до н. е.) | в ПнЗх околиці села, в 300—600 м від крайніх будинків, між селами Звенигород і Підзамочок, на 1-й надзаплавній терасі лівого берега срумка, на мисі, утвореному долиної струмка і широким яром, ур. Толока | -               | Розпорядження Представника Президента України у Тернопільській області від 25.06.1992 № 148                     |
| 2  | Могильник Нагірянка І           | білопотоцький варіант комарівської культури (XVI—XV ст. до н. е.). | м. Бучач, район Нагірянка, урочище «Шибиниця». Північна частина міста, на високому вузькому мисі, на правому березі р. Стрипа                                                                              | 2069            | Наказ управління культури обласної державної адміністрації від 09.09.2016 № 121-од                              |
| 3  | Поселення Бучач І               | трипільська культура (IV-кінець ІІІ тис. до н. е.), культура Лука-Райковецька (кінець VII — ІХ ст.) | м. Бучач, урочище Гора Федір що в центрі міста, на півкруглому мисі що з 3-х сторін омиваеться р. Стрипа (лівий берег) на території СПТУ№ 26                                                               | 2090            | Рішення виконкому Тернопільської обласної ради від 14.07.1989 № 162                                             |
| 4  | Поселення Бариш ІІІ             | епоха бронзи (III—II тис. до н. е.; ранньозалізний вік (І тис. до н. е.); черняхівська культура (ІІІ-IV ст. до н. е.); давньоруський час (ХІІ-ХІІІ ст.) | с. Бариш, південна частина села на правому березі ставу на території хут. Гутишино | 1906            | Наказ департаменту культури, релігій та національностей обласної державної адміністрації від 18.05.2015 № 61-од |
| 5  | Поселення Бариш І               | ранньозалізний вік (І тис. до н. е.); | с. Бариш, північна частина села, лівий берег р. Бариш | 1706            | Наказ управління культури обласної державної адміністрації від 27.01.2010 № 16                                  |
| 6  | Поселення Бариш ІІ              | ранньослов'янський час; давньоруський час (ХІІ — ХІІІ ст.) | с. Бариш, східні околиці села, правий берег ставу | 1820            | Наказ управління культури обласної державної адміністрації від 09.02.2012 № 14                                  |
| 7  | Стоянка Берем'яни VI            | середній — пізній палеоліт (40-15 тис. р. до н. е.) | с. Берем'яни, південно-східні околиці села на вершині високого прагорба, на лівому березі р. Дністер. В урочищі «Червона Гора»                                                                             | 2068            | Наказ управління культури обласної державної адміністрації від 09.09.2016 № 121-од                              |
| 8  | Поселення Берем'яни ІІІ         | черняхівська культура (ІІІ — IV ст. н. е.) | с. Берем'яни, урочище «Глибока», на межі з уроч. Кадлубиська | 2087            | Наказ управління культури обласної державної адміністрації від 18.10.2005 № 112                                 |
| 9  | Поселення Берем'яни V           | трипільська культура (IV — ІІІ тис. до н. е.) | с. Берем'яни, 1 км на захід від села, на високому мисі, утвореному лівим берегом р. Стрипа і лівим берегом р. Дністер, урочище «Ставки»                                                                    | 287             | Наказ управління культури обласної державної адміністрації від 24.03.2011 р. № 36                               |
| 10 | Стоянка Берем'яни IV            | мезоліт (ХІІ — VII тис. до н. е.) | с. Берем'яни, урочище «Луги», 3 км на південний захід від села, між р. Стрипа и р. Правая на терасі висотою 8-10 м                                                                                         | 1238            | Наказ управління культури обласної державної адміністрації від 27.01.2010 № 16                                  |
| 11 | Стоянка Берем'яни ІІ            | пізній палеоліт (40-10 тис. років тому) | с. Берем'яни, урочище «Слобідка», на околиці села | 2089            | Наказ управління культури обласної державної адміністрації від 18.10.2005 № 112                                 |
| 12 | Стоянка Берем'яни І             | пізній палеоліт (40-10 тис. років тому) | с. Берем'яни, урочище Риписьк, на другій терасі біля устя р. Провал | 2088            | Рішення виконкому Тернопільської обласної ради від 14.07.1989 № 162                                             |
| 13 | Курган Бобулинці І              | епоха бронзи — ранньозалізний вік (ІІ-І тис. до н. е.); | с. Бобулинці, 2,5 км на схід від села на вершині пагорба. | 2059            | Наказ управління культури обласної державної адміністрації від 09.09.2016 р. № 121-од                           |
| 14 | Курган Доброполе ІХ             | епоха бронзи ранньозалізний вік (ІІ-І тис. до н. е.); | с. Доброполе, 2 км на південь від села на вододільній частині пагорба | 2058            | Наказ управління культури обласної державної адміністрації від 09.09.2016 р. № 121-од                           |
| 15 | Поселення Доброполе IV          | давньоруський час (ХІІ — ХІІІ ст.) | с. Доброполе, за 1,5 км на північ від перехрестя Доброполе — Матеушівка на терасі невисокого мису, утвореного правим берегом ставу та лівим берегом меліоративного каналу                                  | 1349            | Наказ управління культури обласної державної адміністрації від 27.01.2010 № 16                                  |
| 16 | Курган Доброполе VII            | Культура невизначена | с. Доброполе, за 2 км на південний схід від крайніх околиць села на вододільній частині пагорба в урочище г. Баба                                                                                          | 1352            | Наказ управління культури обласної державної адміністрації від 27.01.2010 № 16                                  |
| 17 | Поселення Доброполе V           | західно-подільська група скіфського часу давньоруський час (ХІІ — ХІІІ ст.) | с. Доброполе, за 3 км на південний схід від околиць села, на привершинній частині невисокого мису, утвореного двома меліоративними каналами                                                                | 1350            | Наказ управління культури обласної державної адміністрації від 27.01.2010 № 16                                  |
| 18 | Поселення Доброполе VI          | черняхівська культура (ІІІ-IV ст. до н. е.); давньоруський час (ХІІ — ХІІІ ст.) | с. Доброполе, за 3 км на південний-схід від крайніх околиць села на І — ІІ надзаплавних терасах мисоподібного пагорба, утвореного лівим берегом меліоративного каналу                                      | 1351            | Наказ управління культури обласної державної адміністрації від 27.01.2010 № 16                                  |
| 19 | Поселення Доброполе VIII        | ранньозалізний вік (І тис. до н. е.); черняхівська культура (ІІІ-IV ст. до н. е.); давньоруський час (ХІІ — ХІІІ ст.) | с. Доброполе, південно-західні околиці села, лівий берег струмка на 1-3 надзаплавній терасах лівого берега струмка, що впадае в р. Вільховець. На 2-х мисоподібних горбах                                  | 1718            | Наказ управління культури обласної державної адміністрації від 27.01.2010 № 16                                  |
| 20 | Поселення Жизномир І            | давньоруський час (ХІІ — ХІІІ ст.) | с. Жизномир, 4 км на південний захід від села, зліва від автодороги на с. Зубрець, біля витоків струмка | 1233            | Наказ управління культури обласної державної адміністрації від 27.01.2010 № 16                                  |
| 21 | Могильник курганний Жнибороди І | давньоруський час (ХІІ — ХІІІ ст.) | с. Жнибороди, урочище Могили, неподалік гори Орлище (Вірлісько), над р. Стрипою | 117             | Рішення виконкому Тернопільської обласної ради від 22.03.1971 № 147                                             |
| 22 | Поселення Зубрець І             | ранньозалізний вік (І тис. до н. е.);давньоруський час (ХІІ-ХІІІ ст.). | с. Зубрець, центральна частина села, біля пошти, мис обмежений з півночі та півдня балками | 2033            | Наказ департаменту культури, релігій та національностей обласної державної адміністрації від 18.05.2015 № 61-од |
| 23 | Поселення Переволока VII        | черняхівська культура (ІІІ — IV ст. н. е.) давньоруський час (Х — ХІІІ ст.) | с. Переволока , 1-1,5 км на північний захід від села, правий берег струмка правої притоки Стрипи, по обох бортах балки, на зх від лісу                                                                     | 2104            | Наказ управління культури обласної державної адміністрації від 18.10.2005 № 112                                 |
| 24 | Поселення Переволока IX         | давньоруський час (Х — ХІІІ ст.) | с. Переволока, 1 км на ПдЗх від села, лівий берег струмка, що впадає в притоку Стрипи | 2102            | Наказ управління культури обласної державної адміністрації від 18.10.2005 № 112                                 |
| 25 | Поселення Переволока ІІІ        | черняхівська культура (ІІІ- IV ст. н. е.); давньоруський час (Х — ХІІІ ст.) | с. Переволока, ПдЗх околиці села, урочище «Залісся», правий берег струмка (притока Стрипи) | 2109            | Наказ управління культури обласної державної адміністрації від 18.10.2005 № 112                                 |
| 26 | Поселення Переволока IV         | ранній залізний вік (І тис. до н. е.); (пізньолатенський період, пшеворська культура (середина І ст. до н. е. — ІІІ ст. н. е.) — ?) давньоруський час (Х — ХІІІ ст.)                                                                                               | с. Переволока, південно-західні околиці села навпроти хутора Залісся, лівий берег струмка, правого притока Стрипи                                                                                          | 2107            | Наказ управління культури обласної державної адміністрації від 18.10.2005 № 112                                 |
| 27 | Поселення Переволока V          | пшеворська культура (середина І ст. до н. е. — ІІІ ст. н. е.); черняхівська культура (ІІІ — IV ст. н. е.); давньоруський час (Х — ХІІІ ст.) | с. Переволока, південно-східні околиці села, лівий берег струмка, правой притоки Стрипи, між дорогою і лісом                                                                                               | 2110            | Наказ управління культури обласної державної адміністрації від 18.10.2005 № 112                                 |
| 28 | Поселення Переволока Х          | трипільська культура (IV — ІІІ тис. до н. е.) | с. Переволока, східні околиці села, біля кар'єру | 1840            | Наказ управління культури обласної державної адміністрації від 09.02.2012 № 14                                  |
| 29 | Поселення Переволока ІІ         | ранній залізний вік (І тис. до н. е.); давньоруський час (Х — ХІІІ ст.) | с. Переволока, урочище «Бевзи», південні околиці села на мисі, утвореному правим берегом струмка (притока Стрипі) та лівим берегом його притоки, на ПдСх від х. Залісся та на Зх від дороги на м. Бучач    | 2108            | Наказ управління культури обласної державної адміністрації від 18.10.2005 № 112                                 |
| 30 | Поселення Переволока VIII       | комарівсько-тшинецька культура (XV — ХІІ ст. до н. е.); давньоруський час (Х — ХІІІ ст.) | с. Переволока, урочище «На лузі», північний берег озера, біля птахоферми | 2105            | Наказ управління культури обласної державної адміністрації від 18.10.2005 № 112                                 |
| 31 | Поселення Переволока VI         | давньоруський час (Х — ХІІІ ст.) | с. Переволока, урочище «Хоминці», 1,5 км на ПнСх від села, на мисі утвореному правим берегом р. Стрипа та правим берегом її притоки                                                                        | 2103            | Наказ управління культури обласної державної адміністрації від 18.10.2005 № 112                                 |
| 32 | Поселення Переволока І          | трипільська культура (IV-кінець ІІІ тис. до н. е.); давньоруський час (ХІІ — ХІІІ ст.) | с. Переволока, урочище Забрід, на схилах і вершині невисокого мису, при злітті струмка (пр.бер.) і р. Стрипа (лів.бер.)                                                                                    | 2106            | Розпорядження Представника Президента України у Тернопільській області від 25.06.1992 № 148                     |
| 33 | Поселення Підзамочок ІІІ        | трипільська культура (IV-кінець ІІІ тис. до н. е.) | с. Підзамочок, західна частина села, на території замку, ур. За Винниця | 1648            | Наказ управління культури обласної державної адміністрації від 27.01.2010 № 16                                  |
| 34 | Поселення Підзамочок ІІ         | трипільська культура (IV-кінець ІІІ тис. до н. е.) | с. Підзамочок, північно-східна околиця села, лівий берег р. Стрипа, 1-а надзаплавна тераса коренного мису, ур. Левада                                                                                      | 2115            | Наказ управління культури обласної державної адміністрації від 18.10.2005 № 112                                 |
| 35 | Поселення Порохова І            | голіградська культура (ІІІ — І тис. до н. е.), черняхівська культура (ІІІ — IV ст. н. е.);лука-райковецька культура (VIII—IX ст.); давньоруський час (ХІІ — ХІІІ ст.)                                                                                              | с. Порохова, 100 м на схід від східних околиць села, І — ІІІ надзаплавні тераси правого берега потічка, що впадає в р. Бариш                                                                               | 1492            | Наказ управління культури обласної державної адміністрації від 27.01.2010 № 16                                  |
| 36 | Курганна група Ріпинці ІІ       | ранньоскіфський час | с. Ріпинці, 4 км на схід від села, біля лісу, 2 кургани | 1901            | Наказ управління культури обласної державної адміністрації від 29.10.2012 № 149                                 |
| 37 | Поселення Ріпинці І             | черняхівська культура (ІІІ — IV ст. н. е.); | с. Ріпинці, 5 км на схід від села, в районі хутора, на підвищеному мисі, оточеному меліоративними ровами                                                                                                   | 1900            | Наказ управління культури обласної державної адміністрації від 29.10.2012 № 149                                 |
| 38 | Поселення Рукомиш ІІ            | черняхівська культура (ІІІ — IV ст. н. е.); давньоруський час (ХІІ — ХІІІ ст.) | с. Рукомиш, 2 км на південний захід від села, верхів'я струмка (обидва береги) — притоки р. Стрипа | 2117            | Наказ управління культури обласної державної адміністрації від 18.10.2005 № 112                                 |
| 39 | Поселення Рукомиш ІІІ           | голіградська культура (ХІ-VII ст. до н. е.); західноподільська група скіфського часу (друга половина VII—V (можливо IV) ст. до н. е.); давньоруський час (ХІІ — ХІІІ ст.)                                                                                          | с. Рукомиш, на південь від села на високому правому березі р. Стрипа, 200 м на Пд від околиць села, на мисоподібному підвищенні                                                                            | 2118            | Наказ управління культури обласної державної адміністрації від 18.10.2005 № 112                                 |
| 40 | Поселення Рукомиш IV            | трипільська культура (IV-кінець ІІІ тис. до н. е.); ранній залізний вік (І тис. до н. е.); давньоруський час (ХІІ — ХІІІ ст.) | с. Рукомиш, урочище «Левада», вигин лівого берега р. Стрипа, південна околиця села, на мисі, навпроті скельного монастиря                                                                                  | 2116            | Наказ управління культури обласної державної адміністрації від 18.10.2005 № 112                                 |
| 41 | Замчисько Старі Петликівці IV   | давньоруський час (ХІІ-ХІІІ ст. н. е.); пізнє середньовіччя (XVI—XVIII ст.) | с. Старі Петликівці, північна частина села, на високому обривистому мисі навпроти костелу, на правому березі річки                                                                                         | 2060            | Наказ управління культури обласної державної адміністрації від 09.09.2016 № 121-од                              |
| 42 | Поселення Старі Петликівці І    | черняхівська культура (ІІІ — IV ст. н. е.) — давньоруський час (ХІІ — ХІІІ ст.) | с. Старі Петликівці, північно-західні околиці села, правий берег струмка на схилі похилого мису поряд з костелом і трасою Бучач — Тернопіль                                                                | 2121            | Наказ управління культури обласної державної адміністрації від 18.10.2005 № 112                                 |
| 43 | Поселення Старі Петликівці ІІІ  | ранній залізний вік (І тис. до н. е.); черняхівська культура (ІІІ — IV ст. н. е.); давньоруський час (Х — ХІІІ ст.) | с. Старі Петриківці, 1,5 км на захід від села, лівий берег струмка –правої притоки р. Стрипа, тягнеться від краю лісу, що на протилежному боці потічка, 600 м вверх по течії                               | 2123            | Наказ управління культури обласної державної адміністрації від 18.10.2005 № 112                                 |
| 44 | Поселення Старі Петликівці ІІ   | західноподільська група скіфського часу (друга половина VII—V (можливо IV) ст. до н. е.); пшеворська культура (середина І ст. до н. е. — ІІІ ст. н. е.) з впливом зарубинецької культури; черняхівська культура (ІІІ — IV ст. н. е.); давньоруський час Х-ХІІІ ст. | с. Старі Петриківці, південно-західні околиці села, на мисі утвореному правим берега р. Стрипа та лівим берегом її притоки, 400 м на схід від цвинтаря                                                     | 2122            | Наказ управління культури обласної державної адміністрації від 18.10.2005 № 112                                 |
| 45 | Доброполе І                     | ранньозалізний час (VII—VI ст. до н. е.) | Східні околиці села, лівий берег струмка, на 1-й надзаплавній терасі | 0               | Розпорядження Представника Президента України у Тернопільській області від 25.06.1992 № 148                     |

## Пам'ятки архітектури
| №   | Назва                                         | Дата           | Адреса                                     | Охоронний номер | Документ про взяття на облік                                         |
| --- | --------------------------------------------- | -------------- | ------------------------------------------ | --------------- | -------------------------------------------------------------------- |
| 1.  | Житловий будинок (мур.)                       | 1913 р.        | м. Бучач вул. Галицька, 130 (128)          | 35              | Рішення Тернопільського ОВК від 09.08.1982 р. № 401                  |
| 2.  | Покровська церква (мур.)                      | 1755—1764 рр.  | м. Бучач вул. Галицька, 23                 | 653             | Постанова Ради Міністрів УРСР від 24.08.1963 р. № 970                |
| 3.  | Аптека (мур.)                                 | 1890—1932 рр.  | м. Бучач вул. Галицька, 47                 | 36              | Рішення Тернопільського ОВК від 09.08.1982 р. № 401                  |
| 4.  | Замок (мур.)                                  | XIV ст.        | м. Бучач вул. Замкова                      | 651             | Постанова Ради Міністрів УРСР від 24.08.1963 р. № 970                |
| 5.  | Василіанський монастир (мур.)                 | 1753—1777 рр.  | м. Бучач вул. Міцкевича,19                 | 652/0           | Постанова Ради Міністрів УРСР від 24.08.1963 р. № 970                |
| 6.  | Здвиженська церква (мур.)                     | 1753—1770 рр.  | м. Бучач вул. Міцкевича, 19                | 652/1           | Постанова Ради Міністрів УРСР від 24.08.1963 р. № 970                |
| 7.  | Монастирські келії (північний корпус)         | 1753—1770 рр.  | м. Бучач вул. Міцкевича, 19                | 652/2           | Постанова Ради Міністрів УРСР від 24.08.1963 р. № 970                |
| 8.  | Монастирські келії (південний корпус)         | 1753—1770 рр.  | м. Бучач вул. Міцкевича, 19                | 652/3           | Постанова Ради Міністрів УРСР від 24.08.1963 р. № 970                |
| 9.  | Дзвіниця (мур.)                               | 1753—1770 рр.  | м. Бучач вул. Міцкевича, 19                | 652/4           | Постанова Ради Міністрів УРСР від 24.08.1963 р. № 970                |
| 10. | Костел Успіня Діви Марії (мур.)               | 1763 р.        | м. Бучач вул. Просвіти, 2                  | 655             | Постанова Ради Міністрів УРСР від 24.08.1963 р. № 970                |
| 11. | Церква св. Миколая (мур.)                     | 1610 р.        | м. Бучач вул. Св. Миколая, 12-Б            | 654/1           | Постанова Ради Міністрів УРСР від 24.08.1963 р. № 970                |
| 12. | Дзвіниця церкви св. Миколая (зміш.)           | XIX ст.        | м. Бучач вул. Св. Миколая, 12-Б            | 654/2           | Постанова Ради Міністрів УРСР від 24.08.1963 р. № 970                |
| 13. | Бурса-гуртожиток (мур.)                       | 1935 р.        | м. Бучач вул. Хмельницького, 9             | 37              | Рішення Тернопільського ОВК від 09.08.1982 р. № 401                  |
| 14. | Житловий будинок Вілла лікаря Губнера (мур.)  | 1840 р.        | м. Бучач вул. Шевченка, 9а                 | 38              | Рішення Тернопільського ОВК від 09.08.1982 р. № 401                  |
| 15. | Будинок-читальня товариства «Сокіл»           | 1905 р.        | м. Бучач вул. Шкільна, 8                   | 34              | Рішення Тернопільського ОВК від 09.08.1982 р. № 401                  |
| 16. | Ратуша (мур.)                                 | 1750 р.        | м. Бучач майдан Волі                       | 650             | Постанова Ради Міністрів УРСР від 24.08.1963 р. № 970                |
| 17. | Церква в урочищі Монастирок (руїни) (мур.)    | XVI ст.        | південна частина Бучача урочище Монастирок | 1573            | Постанова Ради Міністрів УРСР від 06.09.1979 р. № 442                |
| 18. | Фігура св. Яна (мур.)                         | 1707 р.        | при дорозі на с. Язловець                  | 469             | Рішення Тернопільського ОВК від 31.03.1992 р. № 30                   |
| 19. | Костел (мур.)                                 | 1800—1827 рр.  | с. Бариш                                   | 114             | Рішення Тернопільського ОВК від 25.01.1989 № 15                      |
| 20. | Церква (мур.)                                 | ХІХ ст.        | с. Білявинці                               | 2130            |                                                                      |
| 21. | Дзвіниця Святодухівської церкви (дер).        | XVIII ст.      | с. Білявинці                               | 1574            | Постанова Ради Міністрів УРСР від 06.09.1979 р. № 442                |
| 22. | Костел (мур.)                                 | 1834 р.        | с. Звенигород                              | 115             | Рішення Тернопільського ОВК від 25.01.1989 № 15                      |
| 23. | Церква Чудотворця Михаїла (мур.)              | 1900 р.        | с. Новосілка                               | 516             | Рішення Тернопільського ОВК від 31.03.1992 р. № 30                   |
| 24. | Вежа Володієвського (мур.)                    | XVII ст.       | с. Новосілка                               | 518             | Рішення Тернопільського ОВК від 31.03.1992 р. № 30                   |
| 25. | Замок (мур.)                                  | 1600 р.        | с. Підзамочок                              | 657             | Постанова Ради Міністрів УРСР від 24.08.1963 р. № 970                |
| 26. | Церква Покрови (мур.)                         | 1808 р.        | с. Порохова                                | 113             | Рішення Терн. ОВК від 05.12.1986 р. № 343                            |
| 28. | Гробниця Блаженої Марцеліни Даровської (мур.) | 1874 р.        | с. Язловець                                | 1841            | Розпорядження Представника Президента України від 22.02.1993 р. № 58 |
| 29. | Парк (мур.)                                   | XVIII ст.      | с. Язловець                                | 1842            | Розпорядження Представника Президента України від 22.02.1993 р. № 58 |
| 30. | Каплиця родини Блажійовських (мур.)           | ХІХ ст.        | с. Язловець                                | 1843            | Розпорядження Представника Президента України від 22.02.1993 р. № 58 |
| 31. | Житловий будинок (мур.)                       | поч. ХХ ст.    | с. Язловець                                | 1844            | Розпорядження Представника Президента України від 22.02.1993 р. № 58 |
| 32. | Єврейський будинок (мур.)                     | 1929 р.        | с. Язловець                                | 1845            | Розпорядження Представника Президента України від 22.02.1993 р. № 58 |
| 33. | Будинок колишньої польської гміни             | 1876 р.        | с. Язловець                                | 1846            | Розпорядження Представника Президента України від 22.02.1993 р. № 58 |
| 34. | Єврейський будинок (мур.)                     | XVII—XVIII ст. | с. Язловець                                | 1847            | Розпорядження Представника Президента України від 22.02.1993 р. № 58 |
| 35. | Палац (мур.)                                  | XVII—XVIII ст. | с. Язловець                                | 1575            | Постанова Ради Міністрів УРСР від 06.09.1979 р. № 442                |
| 36. | Замок (мур.)                                  | XIV—XVIII ст.  | с. Язловець                                | 658             | Постанова Ради Міністрів УРСР від 24.08.1963 р. № 970                |
| 37. | Церква св. Миколая (мур.)                     | 1551 р.        | с. Язловець                                | 659             | Постанова Ради Міністрів УРСР від 24.08.1963 р. № 970                |
| 38. | Костел Успіння Діви Марії                     | 1590 р.        | с. Язловець                                | 660             | Постанова Ради Міністрів УРСР від 24.08.1963 р. № 970                |

## Пам'ятки історії
| №  | Назва | Дата                                                       | Адреса                                                                                  | Охоронний номер | Документ про взяття на облік                                                                        |
| -- | --- | ---------------------------------------------------------- | --------------------------------------------------------------------------------------- | --------------- | --------------------------------------------------------------------------------------------------- |
| 1  | Пам'ятний знак воїнам-землякам, які загинули в роки Другої світової війни                                          | 1967 р.                                                    | с. Бариш (перед Будинком культури)                                                      | 120             | Рішення виконкому Тернопільської обласної ради від 22.03.1971 р. № 147                              |
| 2  | Братська могила часів Другої світової війни (німецькі поховання)                                                   |                                                            | с. Ліщанці, кладовище (по дорозі до панського склепу; неозначене/в ярку/рівна площадка) | 1335            | Наказ управління культури Тернопільської обласної державної адміністрації від 18.10.2005 р. № 112   |
| 3  | Пам'ятний знак воїнам-землякам, які загинули в роки Другої світової війни                                          | 1967 р.                                                    | с. Переволока, центр                                                                    | 131             | Рішення виконкому Тернопільської обласної ради від 22.03.1971 р. № 147                              |
| 4  | Могила жертв сталінських репресій                                                                                  | 1992 р.                                                    | м. Бучач, біля Покровської церкви                                                       | 1344            | Розпорядження Голови Тернопільської обласної державної адміністрації від 26.05.1997 р. № 209        |
| 5  | Могила Нагорянського В. І. — організатора золототканого виробництва на Тернопільщині                               | 1909 р.                                                    | м. Бучач, вул. 17 Вересня, кладовище                                                    | 3133            | Наказ управління культури Тернопільської обласної державної адміністрації від 27.01.2010 р. № 16    |
| 6  | Українсько-польське кладовище, могили український діячів: Климентія Рогозинського та Василя Винара                 | 18 ст.                                                     | м. Бучач, вул. Міцкевича, гора Федір                                                    | 3134            | Наказ управління культури Тернопільської обласної державної адміністрації від 27.01.2010 р. № 16    |
| 7  | Будинок колишньої гімназії, у якій навчався академік АН УРСР Гнатюк Володимир                                      | 1971 р.                                                    | м. Бучач, вул. Шкільна, 4, школа № 1                                                    | 263             | Рішення виконкому Тернопільської обласної ради від 12.06.1978 р. № 286                              |
| 8  | Могила однієї з перших комсомолок Марущак Н.                                                                       | 1956 р.                                                    | м. Бучач, кладовище                                                                     | 271             | Рішення виконкому Тернопільської обласної ради від 12.06.1978 р. № 286                              |
| 9  | Могили Українських січових стрільців, воїнів Української Галицької Армії                                           | 1919 р.                                                    | м. Бучач, нагірянське (вул. Баштова)                                                    | 1345            | Розпорядження Представника Президента України в Тернопільській області від 25.06.1992 р. № 148      |
| 10 | Меморіал Слави українських повстанців                                                                              |                                                            | м. Бучач, центр                                                                         | 1326            | Наказ управління культури Тернопільської обласної державної адміністрації від 18.10.2005 р. № 112   |
| 11 | Військове кладовище: Братські могили воїнів Радянської армії                                                       | 1944-могили; 1954- пам'ятн. і надгробки; рекон- 1984       | м. Бучач, міське кладовище (вул. І. Франка)                                             | 121             | Рішення виконкому Тернопільської обласної ради від 22.03.1971 р. № 147                              |
| 12 | Братська могила поляків, полеглих у 1945 р.                                                                        | 1945 р.                                                    | с. Бариш                                                                                | 3271            | Наказ управління культури Тернопільської обласної державної адміністрації від 05.03.2013 р. № 26-од |
| 13 | Братська могила воїнів Української Повстанської Армії (10 чол.)                                                    | Перезахоронено у 1990 р.                                   | с. Бариш, кладовище                                                                     | 1327            | Наказ управління культури Тернопільської обласної державної адміністрації від 18.10.2005 р. № 112   |
| 14 | Могила українських січових стрільців                                                                               | Відновлена у 1991 р.                                       | с. Бариш, кладовище на Зеленій горі                                                     | 1328            | Наказ управління культури Тернопільської обласної державної адміністрації від 18.10.2005 р. № 112   |
| 15 | Пам'ятний знак (хрести) на честь скасування панщини                                                                | 1864 р.                                                    | с. Бариш, східна околиця села, біля дороги                                              | 3136            | Наказ управління культури Тернопільської обласної державної адміністрації від 27.01.2010 р. № 16    |
| 16 | Пам'ятний знак воїнам-землякам, які загинули в роки Другої світової війни                                          | 1976 р.                                                    | с. Берем'яни                                                                            | 275             | Рішення виконкому Тернопільської обласної ради від 12.06.1978 р. № 286                              |
| 17 | Українсько-польське кладовище з гробівцем баронів Гейделів (19 ст.)                                                | 19-20 ст.                                                  | с. Берем'яни, південно-східна частина села                                              | 3137            | Наказ управління культури Тернопільської обласної державної адміністрації від 27.01.2010 р. № 16    |
| 18 | Пам'ятний знак воїнам-землякам, які загинули в роки Другої світової війни                                          | 1967 р.                                                    | с. Доброполе                                                                            | 122             | Рішення виконкому Тернопільської обласної ради від 22.03.1971 р. № 147                              |
| 19 | Братська могила борців за волю України                                                                             | 1914-1919?                                                 | с. Жизномир, кладовище                                                                  | 1333            | Наказ управління культури Тернопільської обласної державної адміністрації від 18.10.2005 р. № 112   |
| 20 | Пам'ятник «Борцям за волю України»                                                                                 | 1942; відновлено 1994                                      | с. Жизномир, центр села                                                                 | 1334            | Наказ управління культури Тернопільської обласної державної адміністрації від 18.10.2005 р. № 112   |
| 21 | Могила воїнів Української Повстанської Армії                                                                       |                                                            | с. Заліщики                                                                             | 1337            | Наказ управління культури Тернопільської обласної державної адміністрації від 18.10.2005 р. № 112   |
| 22 | Пам'ятний знак воїнам-землякам, які загинули в роки Другої світової війни                                          | 1967 р.                                                    | с. Заривинці, околиця села                                                              | 124             | Рішення виконкому Тернопільської обласної ради від 22.03.1971 р. № 147                              |
| 23 | Пам'ятний знак воїнам-землякам, які загинули в роки Другої світової війни                                          | 1979 р.                                                    | с. Зубрець, біля школи                                                                  | 852             | Рішення виконкому Тернопільської обласної ради від 25.01.1982 р. № 34                               |
| 24 | Пам'ятний знак воїнам-землякам, які загинули в роки Другої світової війни                                          | 1985 р.                                                    | с. Киданів, центр                                                                       | 1120            | Рішення виконкому Тернопільської обласної ради від 26.08.1986 р. № 250                              |
| 25 | Могила радянського лейтенанта Ковалевича В.                                                                        | 1959 р.                                                    | с. Осівці (берег р. Стрипа)                                                             | 927             | Рішення виконкому Тернопільської обласної ради від 22.03.1971 р. № 147                              |
| 26 | Пам'ятник св. Антонію                                                                                              |                                                            | с. Підзамочок                                                                           | 1346            | Наказ управління культури Тернопільської обласної державної адміністрації від 18.10.2005 р. № 112   |
| 27 | Могила жертви сталінського режиму (Андрусеньків М. В. загинув у квітні 1941 р. при облаві)                         |                                                            | с. Ріпиці, кладовище                                                                    | 1339            | Наказ управління культури Тернопільської обласної державної адміністрації від 18.10.2005 р. № 112   |
| 28 | Братська могила жертв тоталітарного режиму (2 чол.)                                                                |                                                            | с. Ріпиці, кладовище                                                                    | 1340            | Наказ управління культури Тернопільської обласної державної адміністрації від 18.10.2005 р. № 112   |
| 29 | Пам'ятний знак воїнам-землякам, які загинули в роки Другої світової війни                                          | 1980 р.                                                    | с. Сороки                                                                               | 831             | Рішення виконкому Тернопільської обласної ради від 25.01.1982 р. № 34                               |
| 30 | Братська могила воїнів Української Повстанської Армії (4 чол.)                                                     |                                                            | с. Старі Петликівці, кладовище                                                          | 1341            | Наказ управління культури Тернопільської обласної державної адміністрації від 18.10.2005 р. № 112   |
| 31 | Могили (5) воїнів Української Повстанської Армії                                                                   |                                                            | с. Старі Петликівці, кладовище                                                          | 1342            | Наказ управління культури Тернопільської обласної державної адміністрації від 18.10.2005 р. № 112   |
| 32 | Пам'ятний знак воїнам-землякам, які загинули в роки Другої світової війни                                          | 1967 р.                                                    | с. Старі Петликівці, околиця села                                                       | 134             | Рішення виконкому Тернопільської обласної ради від 22.03.1971 р. № 147                              |
| 33 | Поховання (2) українських січових стрільців                                                                        | ?                                                          | с. Язлівець, кладовище                                                                  | 1343            | Наказ управління культури Тернопільської обласної державної адміністрації від 18.10.2005 р. № 112   |
| 34 | Вірменсько-польське кладовище з каплицею баронів Блажовських                                                       | 17-19 ст.                                                  | с. Язлівець, північна частина села, на горі                                             | 3139            | Наказ управління культури Тернопільської обласної державної адміністрації від 27.01.2010 р. № 16    |
| 35 | Пам'ятний знак воїнам-землякам, які загинули в роки Другої світової війни                                          | 1975 р.                                                    | с. Язлівець, центр                                                                      | 288             | Рішення виконкому Тернопільської обласної ради від 12.06.1978 р. № 286                              |
| 36 | Пам'ятне місце загибелі Лопушака Ю. — вістуна Української Галицької Армії                                          | 1943-споруджений, 1946-зруйнований, 10.06.1990-відновлений | с. Язловець, північні околиці села, перед в'їздом в село                                | 3140            | Наказ управління культури Тернопільської обласної державної адміністрації від 27.01.2010 р. № 16    |
| 37 | Пам'ятний знак воїнам-землякам, які загинули в роки Другої світової війни                                          | 1968 р.                                                    | с. Зелена, навпроти автобусної зупинки                                                  | 125             | Рішення виконкому Тернопільської обласної ради від 22.03.1971 р. № 147                              |
| 38 | Одиночні поховання (4) часів ІІ світової війни                                                                     |                                                            | с. Ліщанці                                                                              | 1336            | Наказ управління культури Тернопільської обласної державної адміністрації від 18.10.2005 р. № 112   |
| 39 | Братська могила войнів Радянської армії, пам'ятний знак воїнам-землякам, які загинули в роки Другої світової війни | 1985 р.                                                    | с. Озеряни, біля Будинку культури                                                       | 1119            | Рішення виконкому Тернопільської обласної ради від 26.08.1986 р. № 250                              |
| 40 | Пам'ятний знак воїнам-землякам, які загинули в роки Другої світової війни                                          | 1967 р.                                                    | с. Осівці, центр                                                                        | 130             | Рішення виконкому Тернопільської обласної ради від 22.03.1971 р. № 147                              |
| 41 | Пам'ятний знак воїнам-землякам, які загинули в роки Другої світової війни                                          | 1969 р.                                                    | с. Порохова, центр                                                                      | 132             | Рішення виконкому Тернопільської обласної ради від 22.03.1971 р. № 147                              |
| 42 | Пам'ятний знак воїнам-землякам, які загинули в роки Другої світової війни                                          | 1976 р.                                                    | с. Ріпинці, центр (біля Будинку культури)                                               | 287             | Рішення виконкому Тернопільської обласної ради від 12.06.1978 р. № 286                              |

## Пам'ятки монументального мистецтва
| №  | Назва                                                                                  | Дата          | Адреса                                           | Охоронний номер | Документ про взяття на облік                                                                      |
| -- | -------------------------------------------------------------------------------------- | ------------- | ------------------------------------------------ | --------------- | ------------------------------------------------------------------------------------------------- |
| 1. | Скульптура св. Іоанна                                                                  | 1750 р.       | м. Бучач, вул. Стрипна                           | 1322            | Наказ управління культури Тернопільської ОДА від 18.10.2005 р. № 112                              |
| 2. | Пам'ятник провіднику Організації Українських Націоналістів Бандері Степану Андрійовичу | 15.10.2007 р. | м. Бучач, вул. С. Бандери                        | 3135            | Наказ управління культури Тернопільської ОДА від 27.01.2010 р. № 16                               |
| 3. | Скульптура Матері Божої                                                                | 1751          | м. Бучач, вул. Хмельницького, 2                  | 1321            | Наказ управління культури Тернопільської ОДА від 18.10.2005 р. № 112                              |
| 4. | Пам'ятник поету, письменнику, художнику Шевченку Тарасу Григоровичу                    | 1968 р.       | м. Бучач, з/д станція (перенесено біля музшколи) | 999             | Рішення виконкому Тернопільської обласної ради від 22.03.1971 р. № 147                            |
| 5. | Монумент Христові-Спасителю                                                            | 2003 р.       | м. Бучач, на перехресті доріг Бучач-Чортків      | 1320            | Наказ управління культури Тернопільської обласної державної адміністрації від 18.10.2005 р. № 112 |
| 6. | Пам'ятник поету, письменнику, художнику Шевченку Тарасу Григоровичу                    | 1964 р.       | с. Жизномир                                      | 143             | Рішення виконкому Тернопільської обласної ради від 22.03.1971 р. № 147                            |
| 7. | Пам'ятник поету, письменнику, художнику Шевченку Тарасу Григоровичу                    | 1961 р.       | с. Новосілка                                     | 855             | Рішення виконкому Тернопільської обласної ради від 22.03.1971 р. № 147                            |
| 8. | Скульптура св. Онуфрія                                                                 |               | с. Рукомиш, церква                               | 1323            | Наказ управління культури Тернопільської ОДА від 18.10.2005 р. № 112                              |